# Magdalena Czerwińska
Magdalena Czerwińska (ur. 1978 w Toruniu) – polska aktorka filmowa i teatralna, pracująca w Teatrze Dramatycznym w Warszawie.

## Życiorys
Jest absolwentką V Liceum Ogólnokształcącego w Toruniu oraz krakowskiej PWST. W okresie licealnym Magdalena Czerwińska grała m.in. z Joanną Koroniewską, Alicją Rapsiewicz i Piotrem Głowackim w toruńskim Spiętym Teatrze Spinaczy, później w Studio P.
Ze związku z Grzegorzem Pressem ma syna Kosmę (ur. 2008).

## Filmografia
- 2003: Klinika pod wyrwigroszem – jako studentka (odc. 4)
- Samo życie – jako piosenkarka Basia
- 2003: Zostać miss 2 – jako Vanessa Kowalski,  uczestniczka konkursu miss Venus (odc. 2-13)
- 2003: Toaleta nieczynna
- 2003: Xero – jako Viera
- 2003: Siedem przystanków na drodze do raju – jako kochanka Żebraka
- 2004: Pensjonat pod Różą – jako Magda (odc. 23)
- 2004: City – jako prostytutka; dziennikarka Iwona Nowak
- 2004–2008: Glina – jako Nana Petru (odc. 9-11); Katarzyna Malewicz (odc. 15-23)
- 2005: Tak miało być – jako Ewa Lesiak
- 2006: Dublerzy – jako Sophia Gambini
- 2006: Dublerzy – jako Sophia Gambini
- 2006: Oficerowie – jako dziennikarka Beata
- 2007: Prawo miasta – jako Nina Wasilewska
- 2007: Determinator – jako Eliza Koperska
- 2007: Pokój szybkich randek – jako Natalia Wrzesińska
- 2008: Trzeci oficer – jako dziennikarka Beata
- 2009: Wojna polsko-ruska – jako Arleta
- 2009: Przystań – jako Wanda (odc. 3)
- 2009: Blondynka – jako Andżela (odc. 4, 5 i 13)
- 2010: Na dobre i na złe – jako córka profesora (odc. 415)
- 2010: Hotel 52 – jako policjantka (odc. 18)
- 2010: Chichot losu – jako psycholog policyjny Ala (odc. 5)
- 2010: Apetyt na życie – jako adwokatka Alicji
- 2010: Kret – jako Ewa, żona Pawła
- 2011: Układ warszawski – jako Ewa Stadnicka (odc. 10)
- 2011: Ojciec Mateusz – jako Aldona Kornacka (odc. 94)
- 2011: Daas – jako Golińska
- 2011: Bez tajemnic – jako Iwona Kowalczyk (odc. 36)
- 2012: Szpilki na Giewoncie – jako Pola, narzeczona Mateusza
- 2012: Prawo Agaty – jako sędzia Kostrzewa (odc. 17)
- 2012: Ostra randka – jako recepcjonistka Magda
- 2012: Miłość – jako pracownica banku
- 2014: Ziarno prawdy – jako akuszerka
- 2014: Pod Mocnym Aniołem – jako dziennikarka; Inna
- 2014: Komisarz Alex – jako Anna Wasiak (odc. 60)
- 2014: Matka – jako Maria Skowrońska
- 2014: Bogowie – jako Anna Religa, żona Zbigniewa
- 2015–2016: Pakt – jako żona Skalskiego (odc. 3, 5)
- 2015: Ziarno prawdy – jako akuszerka
- 2015: Przypadki Cezarego P. – jako reżyserka Maryśka Kaźmierczak (odc. 2)
- 2015: Strażacy – jako matka Wojtusia i Julki (odc. 4)
- 2015: Ojciec Mateusz – jako modystka Dorota Malicka (odc. 164)
- 2015: Nie rób scen – jako selekcjonerka w klubie (odc. 6)
- 2015: Skazane – jako Izabela, adwokat, pełnomocnik Norberta Małeckiego
- 2016–2019: Na dobre i na złe – jako doktor Kaśka Orłowska
- 2016: Belfer – jako prokurator Anna Bednarz
- 2017–2019: Ultraviolet – jako policjantka Beata Misiak
- 2017: W rytmie serca – jako Joanna Makowska (odc. 4)
- 2018: Wojenne dziewczyny – jako major Klara
- 2018: Nina – jako Sylwia, siostra Niny
- 2019: Wszystko dla mojej matki – jako Marta, matka Oli
- 2019: Wojenne dziewczyny – jako Leokadia
- 2020: W głębi lasu – jako Małgorzata Tatarczuk, szwagierka Pawła
- 2020: Stulecie Winnych – jako Wanda Wasilewska
- 2021: Klangor – jako Danka Schulze[2]
- 2022: Behawiorysta – jako prokurator Alicja Ubertowska
- 2022: Ojciec Mateusz – jako doktor Anna Ławicz (odc. 348)
- 2022: Johnny – jako Magda, siostra Jana
- 2022: Nieobecni – jako psychoterapeutka Filipa Zachary
- 2023: Infamia – jako Viola Burano
- 2024: Dziewczyna influencera – jako agentka „Komfiego”
- 2024: Nieobliczalna – jako Joanna Marczewska, matka Adeliny
- 2024: Profilerka – jako Elżbieta Ekiert
- 2025: Porządny człowiek – jako Anna Prus, żona Pawła

### Dubbing
- 2010–2013: Victoria znaczy zwycięstwo – Kristen
- 2021: Potężne kaczory: Sezon na zmiany – Amara[3]

### Role teatralne
- Ostatni Żyd w Europie, Tuvia Tenenbom, reż. Olga Chajdas, Teatr na Woli, Warszawa, premiera 15 marca 2008
- Tiramisu, Joanna Owsianko, reż. Aldona Figura, Studio Buffo, 2005
- Rajski ogródek – szkice z Różewicza, Tadeusz Różewicz, reż. Paweł Miśkiewicz, Teatr Telewizji, 2003
- Kąpielisko Ostrów, Paweł Huelle, reż. Maciej Englert, Teatr Telewizji, 2004
- Miłości, Olga Tokarczuk, reż. Filip Zylber, Teatr Telewizji, 2004

## Nagrody i wyróżnienia
W 2009 roku została nagrodzona Flisakiem, jedną z najważniejszych nagród Międzynarodowego Festiwalu Filmowego Tofifest. W tym samym roku została nominowana do Nagrody im. Zbyszka Cybulskiego, przeznaczonej dla „młodych aktorów, wyróżniających się wybitną indywidualnością”, za rolę w filmie Demakijaż. W 2011 została po raz drugi nominowana do Nagrody im. Zbyszka Cybulskiego, tym razem za rolę w filmie Kret.